# Val Demings
Valdez Venita "Val" Demings, nata Butler (Jacksonville, 12 marzo 1957) è una politica statunitense, membro della Camera dei Rappresentanti per lo stato della Florida dal 2017 al 2023.

## Biografia
Nata nel 1957 a Jacksonville in una famiglia povera con sette figli, Val Butler si laurea in criminologia nel 1979 all'Università statale della Florida. Nel 1983 comincia a lavorare per il dipartimento di polizia di Orlando e nel dicembre 2007 diventa il capo del dipartimento, prima donna a ricoprire tale carica. Si ritira a giugno 2011, dopo 27 anni di servizio.
Nel 2012 si candida per la prima volta alla Camera dei Rappresentanti per il seggio del decimo distretto della Florida, ma perde contro il repubblicano Daniel Webster con il 48 per cento dei voti contro il 51. Nel 2014 i democratici le chiedono di ricandidarsi ma lei rinuncia per candidarsi come sindaco della Contea di Orange, candidatura che poi ritirò nel mese di maggio.
Nel 2016 si ricandida alla Camera dei Rappresentanti nel decimo distretto dopo che una ridefinizione dei suoi confini ordinata dal Tribunale aveva reso il collegio più democratico rispetto al 2012. Val Demings vince quindi le primarie democratiche il 30 agosto e poi le elezioni generali l'8 novembre con il 65% dei voti, venendo eletta deputata.
Nel 2020 viene indicata fra le possibili scelte come candidata Vicepresidente dal candidato democratico Joe Biden in vista delle presidenziali di quell'anno.
Lasciò la Camera dei Rappresentanti alla fine del 117º Congresso, candidandosi al Senato contro Marco Rubio, che la sconfisse con un margine di scarto di oltre un milione e duecentomila voti.
È sposata con Jerry Demings, sceriffo della Contea di Orange dal 1988 e ha tre figli.